# Фероселіт
Фероселіт — мінерал групи марказиту, селенід заліза острівної будови.
Фероселіт вперше знайдений 1955 року в родовищі урану Усть-Уюк, в Туві, Сибір (Е. З. Бурьянова, А. З. Комков). Назва походить від латинського ferro (залізо) і «sel» для селену.

## Опис
Хімічна формула: FeSe2. Склад у % (з родов. Вірджін, шт. Колорадо, США): Fe — 25,2; Se — 73,8. Fe частково заміщується на Со. Сингонія ромбічна. Ромбо-дипірамідальний вид. Форми виділення: призматичні кристали з крупною штриховкою, двійники проростання. Спайність досконала. Густина 7,214 (обчислено). Твердість 6,0-6,75. Колір від сталево-сірого до олов'яно-білого, рожевий відтінок. Блиск металічний. Риса чорна. Крихкий. Немагнітний. Має добру відбивну здатність. Анізотропний.

## Поширення
Зустрічається в осадових відкладах разом з кальцитом, клаусталітом, кадмоселітом та ін. селенідами. Знахідки: Сер. Азія, Тува; урано-ванадієві руди шт. Колорадо (США).